# Владимир Брежњев
Владимир Анатољевич Брежњев (рус. Владимир Анатольевич Брежнев; Москва, 5. март 1935 − Москва, 20. март 1996) био је совјетски и руски хокејаш на леду и хокејашки тренер, двоструки светски првак и Заслужни мајстор спорта Совјетског Савеза од 1965. године. Током каријере играо је на позицијама одбрамбеног играча.

## Биографија
Најзначајнији део играчке каријере провео је у редовима московског ЦСКА са којим је освојио чак десет титула националног првака. У совјетском првенству одиграо је укупно 350 утакмица и постигао 45 голова.
За репрезентацију Совјетског Савеза на међународној сцени играо је три пута, сва три пута на светским првенствима на којима је освојио две златне (СП 1965. и СП 1966) и једну бронзану медаљу (СП 1961). За совјетску репрезентацију одиграо је укупно 57 утакмица и постигао 17 голова. 
По окончању играчке каријере пет сезона је радио као тренер тренирајући нижеразредне тимове. 